# Gigantengrab von Pascaredda

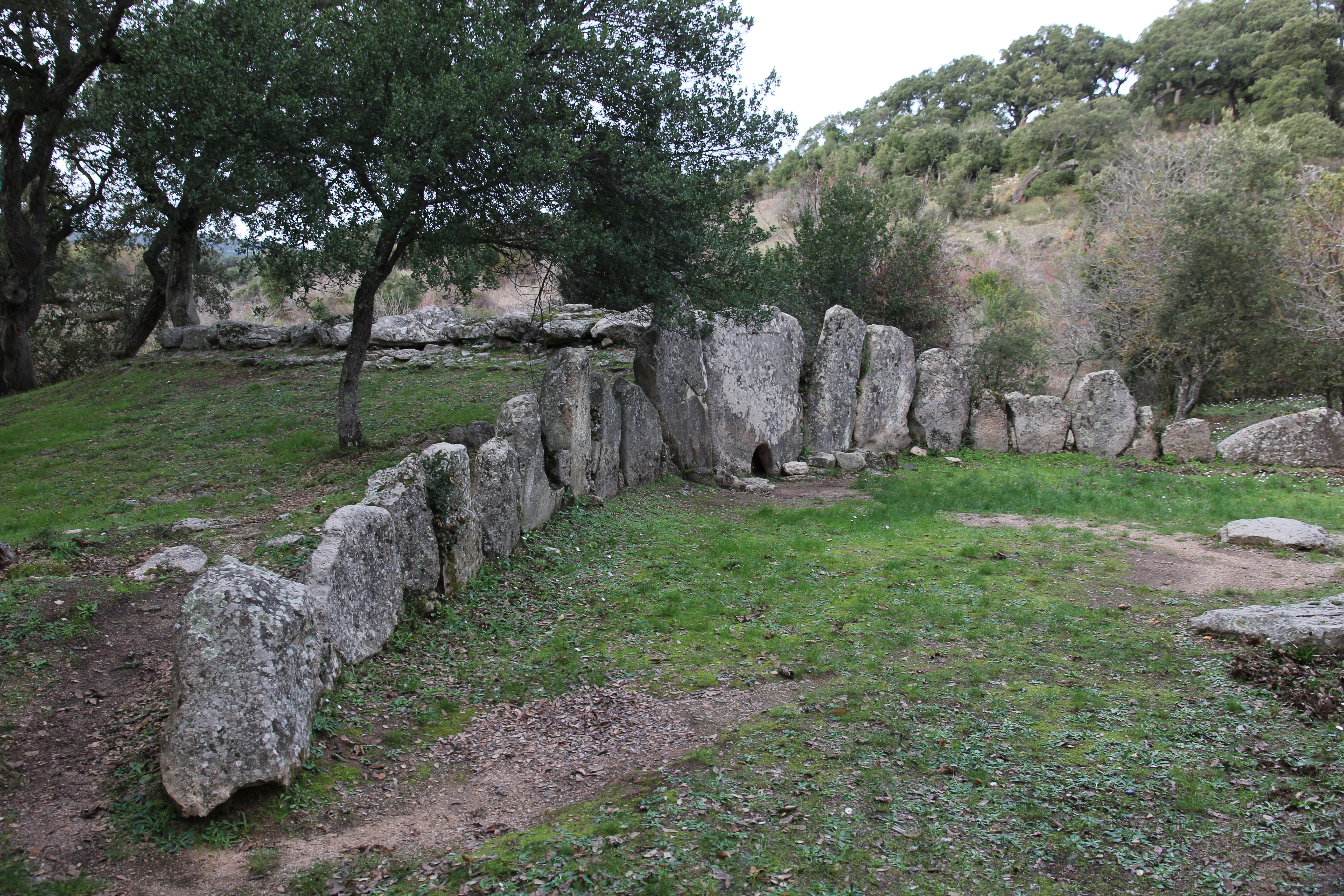
Gigantengrab von Pascaredda

Das Gigantengrab von Pascaredda (auch Pascareddha) liegt südwestlich von Calangianus in der Provinz Nord-Est Sardegna auf Sardinien. Die auf Sardisch Tumbas de sos zigantes und auf Italienisch (plur.) Tombe dei Giganti genannten Bauten sind die größten pränuraghischen Kultanlagen Sardiniens und zählen europaweit zu den spätesten Megalithanlagen. Die 321 bekannten Gigantengräber sind Monumente der bronzezeitlichen Bonnanaro-Kultur (2.200–1.600 v. Chr.), der Vorläuferkultur der Nuraghenkultur.

## Typenabfolge
Baulich treten Gigantengräber in zwei Varianten auf. Die Anlagen mit Portalstelen sind der ältere Typ. Bei späteren Anlagen besteht die Exedra statt aus senkrecht aufgestellten Orthostaten, aus einer in der Mitte deutlich erhöhten Quaderfassade aus bearbeiteten und horizontal geschichteten Steinblöcken. Das Gigantengrab von Pascaredda ist eine Anlage des älteren Typs (mit Portalstele) und einer sehr breiten Exedra. Die Ausgrabung und Restaurierung des Denkmals wurden 1998 von Angela Antona durchgeführt.

Gigantengrab von Pascaredda
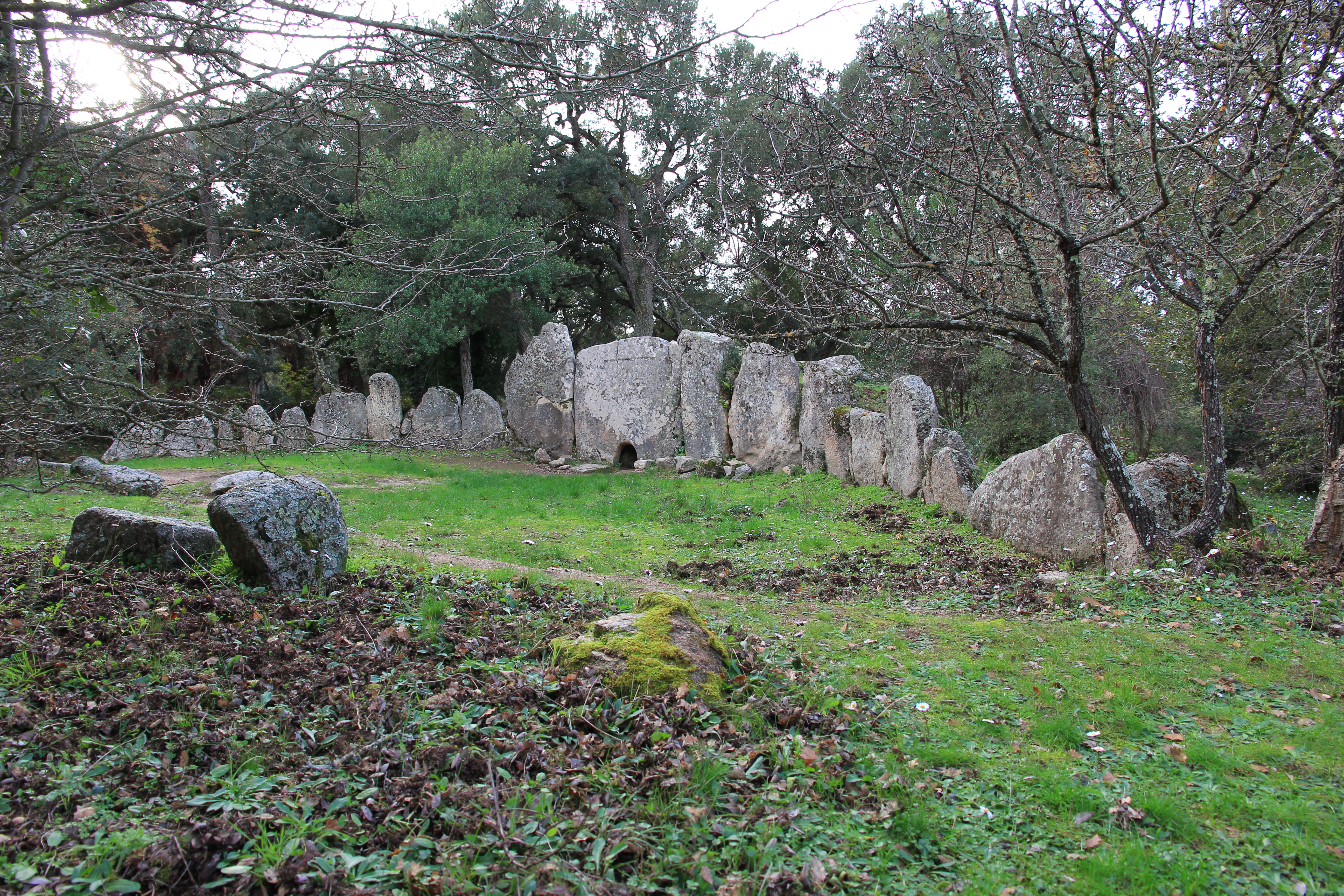
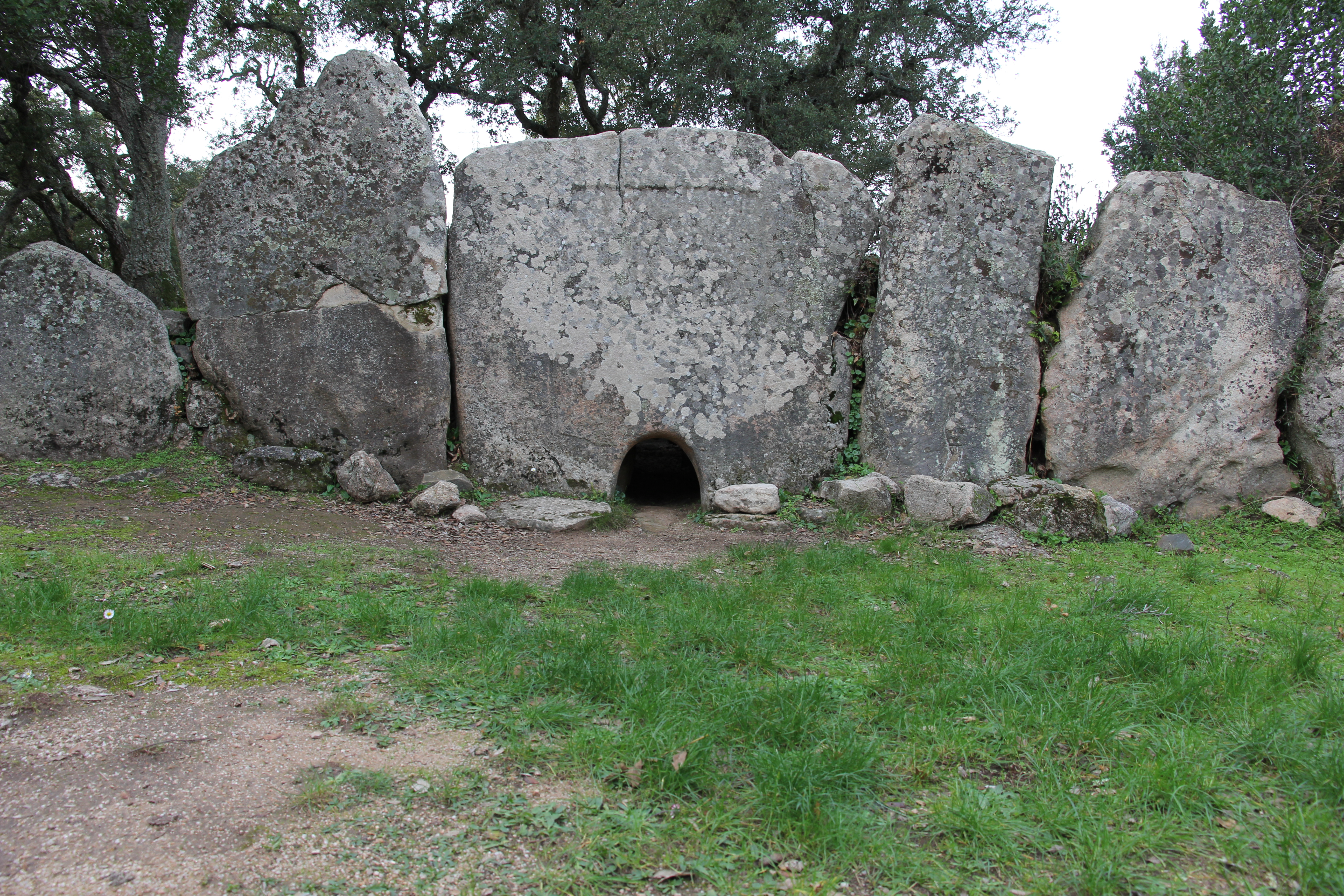
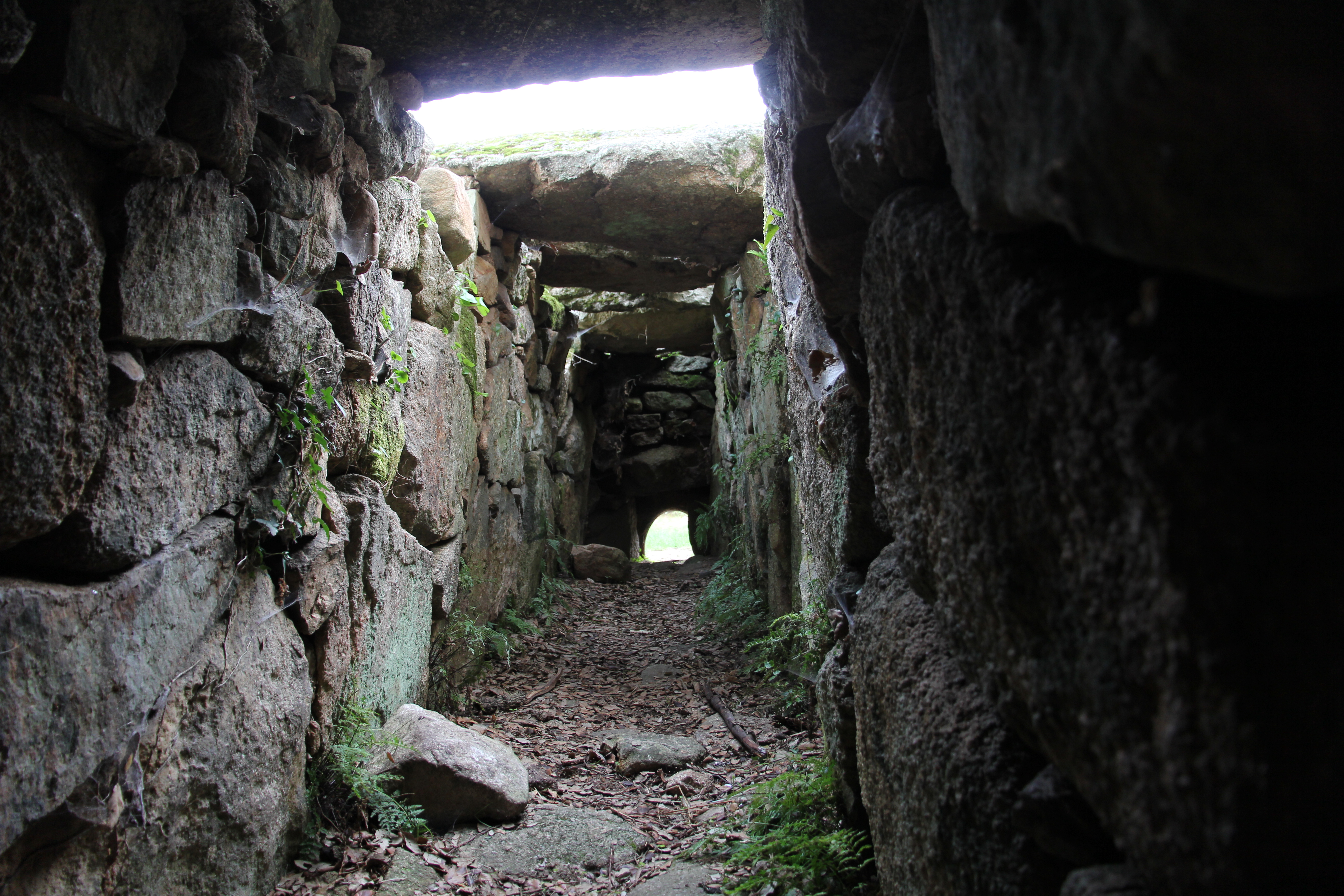
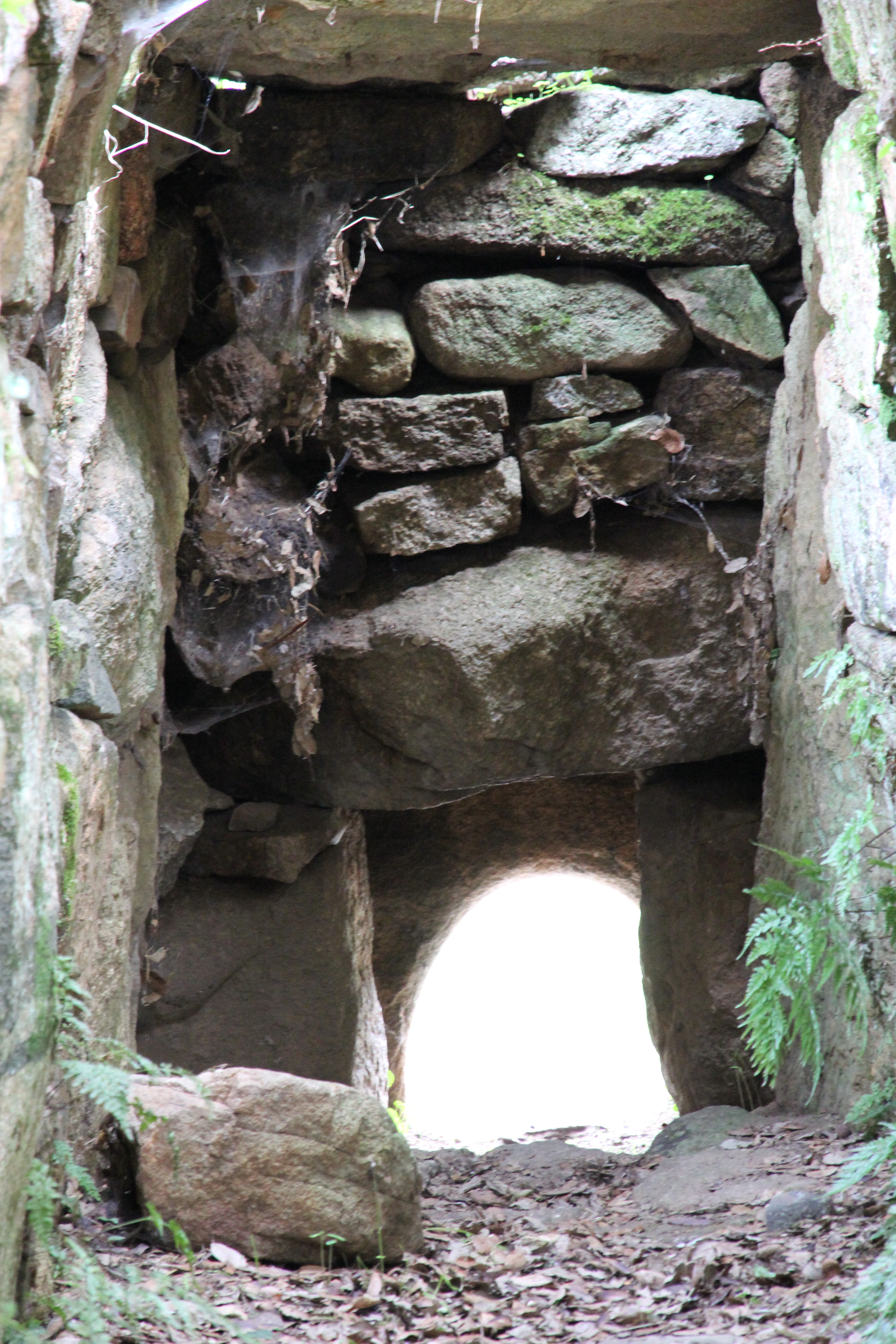
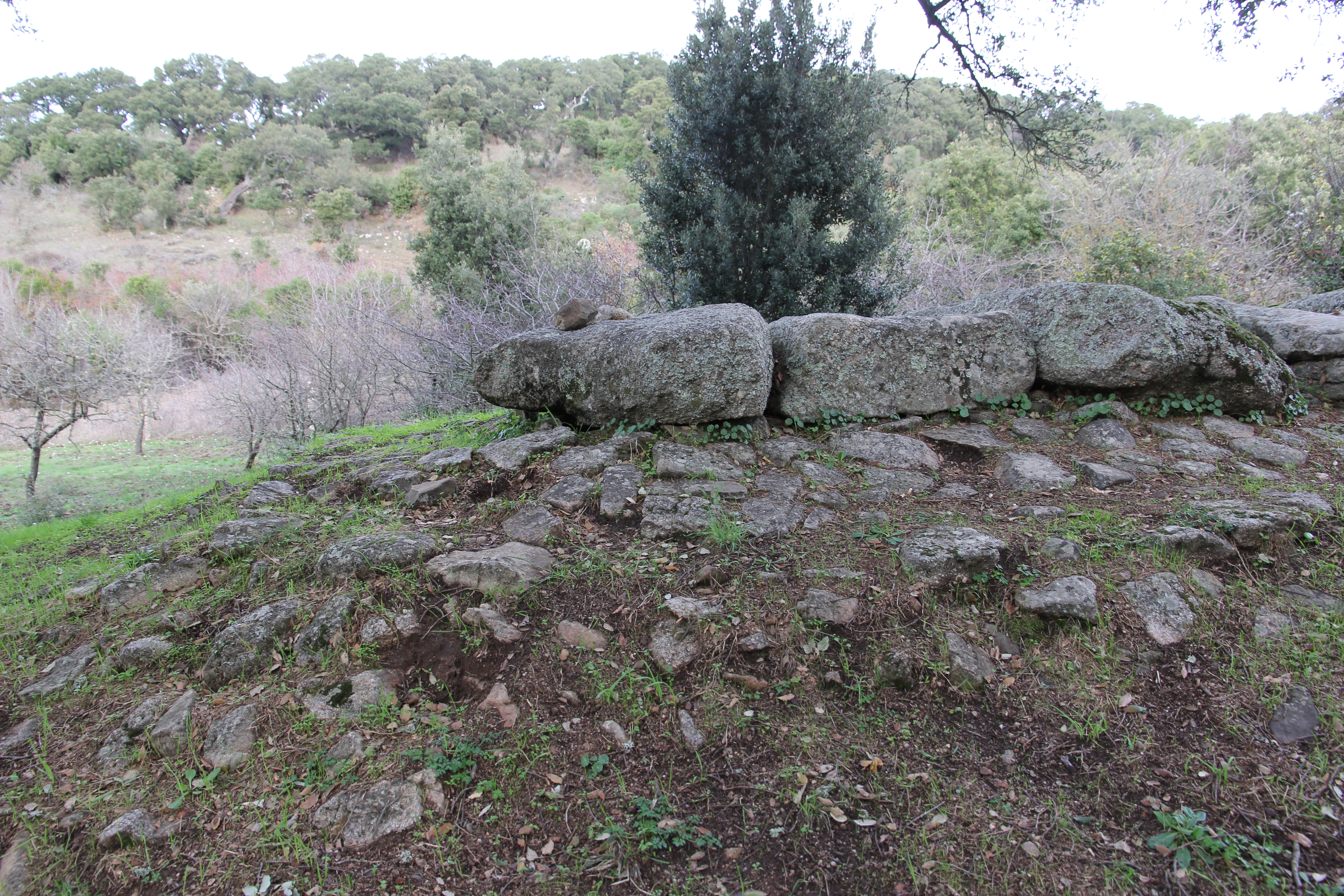

## Beschreibung
Die etwa halbrunde 18,4 m breite Exedra wird aus Orthostaten gebildet, die in der Höhe zu den Seiten hin abnehmen. Im Zentrum befindet sich das Unterteil der Portalstele in situ während das (hier entweder separate aufgesetzte oder nie existente) Oberteil fehlt. Die ungewöhnlich breite, 2,1 m hohe Portalplatte zeigt das übliche Rahmenrelief und unten in der Mitte, den Zugang. Die Kammer ist rechteckig (Länge 12,5 m, Breite 0,9 m an der Basis, Höhe 0,9 m). Die rechteckige Apsis und die seitlichen Wände kragen leicht über und bestehen aus in Reihen angeordneten unregelmäßigen Granitblöcken. Die Decke besteht aus Stürzen, von denen 12 Platten erhalten sind.
In der Nähe liegt der gut erhaltene Protonuraghe Agnu und 200 m entfernt das Quellheiligtum Li Paladini.